# سيمون جاك
سيمون جاك (بالإنجليزية: Simon Jack) هو صحفي بريطاني، ولد في 1 أبريل 1971 في المملكة المتحدة.